# Boletus paradisiacus
Boletus paradisiacus är en svampart som beskrevs av R. Heim 1951. Boletus paradisiacus ingår i släktet rörsoppar och familjen Boletaceae.   Inga underarter finns listade i Catalogue of Life.